# Madame ne veut pas d'enfants (film, 1933)
Pour les articles homonymes, voir Madame ne veut pas d'enfants.
Pour plus de détails, voir Fiche technique et Distribution.
Madame ne veut pas d'enfants (Madame will keine Kinder) est un film allemand réalisé par Hans Steinhoff, sorti en 1933.

## Synopsis
Lorsque le Dr Felix Rainer, un pédiatre, fait la connaissance de Madelaine Wengert, il tombe immédiatement amoureux de cette femme charmante à l'allure assurée. Il ne faut pas longtemps pour que les deux se présentent à l'autel et dès leur voyage de noces, Felix se rend compte que Madelaine est obsédée par ses activités sportives. Ainsi elle passe le plus clair de son temps à participer à un tournoi de tennis au lieu d'être avec lui. Il découvre stupéfait, qu'elle avait modifié leur itinéraire de lune de miel à son insu, afin de pouvoir disputer ce tournoi à Cannes. Dans un train, un contrôleur des wagons-lits, laisse entendre à Felix qu'une femme avec trois raquettes de tennis pendant son voyage de noces n'est pas une vraie épouse. Enfin, il reste déconcerté d'apprendre que Madeleine n'envisage pas dans l'immédiat de fonder une famille en mettant au monde des enfants.
De retour chez eux, après avoir aménager leur nouvelle maison commune, Felix est loin d'être enthousiaste lorsqu'il apprend que Madelaine aménage une salle de gymnastique et de boxe selon des critères sportifs et n'accorde pas beaucoup d'importance à un véritable foyer. Felix est également contrarié par le fait que sa femme continue d'entretenir une relation intime avec son ami sportif Adolf. Pour changer les choses, l'époux malchanceux suit le conseil de son ancienne amie Luise et essaie de rendre Madelaine jalouse. Avec Luise, il assiste à un match de hockey sur glace où il sait que Madelaine est également présente. Son plan fonctionne lorsque sa femme réagit avec indignation et il en résulte une discussion au cours de laquelle ils s'accordent à dire que leur amour est la plus importante chose pour eux. Fraîchement réconcilié, le jeune couple repart pour un voyage de noces, cette fois-ci digne de ce nom.
Félix est heureux de constater que Madelaine ne s'oppose plus à son désir d'avoir bientôt des enfants.

## Fiche technique
- Titre français : Madame ne veut pas d'enfants
- Titre original : Madame will keine Kinder
- Réalisation : Hans Steinhoff
- Scénario : Billy Wilder, Max Kolpé et Georges Dolley d'après le roman de Clément Vautel
- Photographie :  Hans Androschin, Willy Goldberger
- Musique :  Walter Jurmann, Bronislau Kaper, Hans J. Salter
- Direction artistique :  Otto Erdmann, Otto Erdmann
- Décors : Hans Sohnle, Otto Erdmann, Emil Stepanek[1]
- Société de production :  Vandor Film
- Société de distribution :  Pathé Consortium Cinéma
- Pays d'origine :  Reich allemand
- Format : Noir et blanc— 35 mm — 1,37:1 — Son : Mono
- Genre : Comédie
- Date de sortie : 
  - Portugal : 7 février 1933
  - France : 10 avril 1933

## Distribution
- Marie Glory : Elyane
- Robert Arnoux : Félix Le Barrois
- Guy Sloux : Adolphe
- Irène Brillant : Louise Boivin
- Lucien Callamand : Un employé des Wagons-Lits
- Adrien Le Gallo : L'oncle Prosper
- Marguerite Templey : Madame Parizot

## Article annexe
- Liste des longs métrages allemands créés sous le nazisme